# مسترینو
مسترینو (به ایتالیایی: Mestrino) یک کومونه در ایتالیا است که در استان پادووا واقع شده‌است.

## خصوصیات
مسترینو ۱۹٫۳ کیلومترمربع مساحت و ۹٬۲۱۱ نفر جمعیت دارد و ۲۰ متر بالاتر از سطح دریا واقع شده‌است.